# Isoboterzuur
Isoboterzuur, ook wel 2-methylpropionzuur genoemd, is een carbonzuur met als brutoformule C4H8O2. Isoboterzuur is een structuurisomeer van boterzuur. De stof komt voor als een kleurloze vloeistof met een onaangename geur, die matig oplosbaar is in water. Isoboterzuur is een relatief sterk organisch zuur, met een pKa van 4,86.

## Synthese
Er bestaan tal van methoden om isoboterzuur te bereiden:
- De hydrolyse van isobutyronitril met een kaliumhydroxide
- De oxidatie van isobutyraldehyde met chroom(VI)oxide in zwavelzuur (Jones-oxidatie)
- De oxidatie van isobutanol met kaliumdichromaat in zwavelzuur
- De reactie van natiumamalgaam met methacrylzuur

## Reacties
Wanneer isoboterzuur wordt verhit in chroomzuur (een verhitte oplossing van kaliumchromaat in zwavelzuur), decarboxyleert de verbinding tot aceton. Met een basische oplossing van kaliumpermanganaat wordt α-hydroxyisoboterzuur gevormd.

## Toepassingen
Isoboterzuur wordt gebruikt in de cosmetische- en levensmiddelindustrie. Bovendien wordt het gebruikt in de chemische industrie als oplosmiddel of als intermediair bij verdere syntheses tot bijvoorbeeld geneesmiddelen.